# Al-Batin Football Club
O Al-Batin Football Club é um clube de futebol fundado em 1979 e sediado em Hafar Al-Batin, na Arábia Saudita. A equipe compete no Campeonato Saudita de Futebol.